# Edmund Emundts

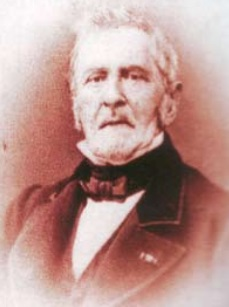
Edmund Emundts

(Franz) Edmund Emundts (* 22. Juli 1792 in Aldenhoven; † 4. Mai 1871 in Burtscheid) war ein deutscher Politiker und Oberbürgermeister von Aachen.

## Leben und Wirken
Über den frühen Lebenslauf von Edmund Emundts ist nichts Detailliertes bekannt, außer dass er bei der Gründung des Aachener Karnevalsvereins Florresei 1827 zugegen gewesen sein soll. Fest steht, dass er das Amt des Staatsprokurators beim Königlichen Landgericht in Aachen innehatte. Auf Antrag des Stadtrates vom Dezember 1831 und mit königlicher Genehmigung vom Januar 1832 wurde Edmund Emundts als neuer Oberbürgermeister der Stadt Aachen eingesetzt. Zuvor lenkten seit 1820 Wilhelm Daniels und Mathias Solders als beigeordnete Bürgermeister in der Nachfolger von Cornelius von Guaita, dem ersten offiziellen Oberbürgermeister nach dem Rückzug der Franzosen, gemeinsam die Geschicke der Stadt. Das Amt des Oberbürgermeisters war seitdem unbesetzt geblieben, weil im Zuge restaurativer Tendenzen die Reformpolitik in Preußen 1819/20 abgebrochen worden war. Emundts sollte mindestens solange das Amt des Oberbürgermeisters ausüben, bis eine neue Städteordnung eingeführt wurde. Darüber hinaus übernahm er von 1832 bis 1834 auch das Amt als Präsident der Industrie und Handelskammer Aachens.
Am 15. Oktober 1840 setzte sich Emundts anlässlich einer Audienz bei König Friedrich Wilhelm IV. von Preußen in Berlin maßgeblich dafür ein, dass die Gemälde von Kaiser Napoleon von Louis-André-Gabriel Bouchet und Kaiserin Joséphine von Robert Lefèvre wieder der Stadt Aachen zurückgegeben werden sollten, die ihr von Napoléon im Jahr 1807 geschenkt worden waren und sich zu jener Zeit im Berliner Stadtschloss befanden. Friedrich Wilhelm IV. genehmigte das Anliegen, ließ sich aber daraufhin im Jahr 1841 von Carl Schmid Kopien dieser Porträts anfertigen. Die Gemälde wurden wieder im Aachener Rathaus aufgestellt, wo sie sich auch heute noch befinden, nachdem sie zwischenzeitlich für längere Zeit zum Bestand des Aachener Suermondt-Ludwig-Museum gehörten.
Emundts Amtszeit lag in einer Periode mehrerer politischer und sozialer Unruhen. So hatte er zunächst noch die Nachwirkungen der Aachener Unruhen vom 30. August 1830 zu kompensieren. Später gingen auch die Auswirkungen der Deutschen Revolution von 1848/49 nicht spurlos an Aachen und letztlich an Emundts vorüber. Durch umsichtige Finanzverwaltung hatte er die Schulden der Stadt, welche in den Wirren der letzten Jahre als Freie Reichsstadt und in der Zeit der französischen Besatzung gemacht worden waren, größtenteils getilgt, als die politischen Bewegungen des Jahres 1848 und die damit einhergehende Handels- und Geschäftsstockung die Stadt in neue Finanznöte stürzte und zu einer großen Anleihe nötigte, um die zahlreiche und unzufriedene Fabrikbevölkerung zu beschäftigen und zu ernähren.
Der Stadtarchivar Herbert Lepper ordnete Edmund Emundts daraufhin sowohl zu der „1. Phase der vom Staat ernannten und von ihm abhängigen Oligarchie (1814–1845) [als auch zu der] 2. die der Oligarchie des Besitzbürgertums (1845–1918)“ ein.
Dazu schrieb er: „Es war der ehemalige Staatsprokurator Edmund Emundts, der bis in die Wirren des Revolutionsjahres 1848 die Geschicke Aachens mit kluger zuweilen allzufester Hand leitet. Nach seinem Urteil waren die‚ Schwierigkeiten und die bedauerliche politische Moral‘ der Stadträte auch unter seinem Regiment in ihrer ‚Machtlosigkeit‘ begründet, denn ein Gremium, das nur beratende und keine entscheidende Funktion hat‘, mußte sich wie Emundts dem Regierungspräsidenten wissen ließ, die Frage nach dem ‚eigentlichen Sinn seiner Tätigkeit‘ stellen“. „Der Aachener Gemeinderat trug den Wünschen der Bevölkerung nach mehr bürgerlicher Freiheit Rechnung und verfaßte am 4. März 1848 eine Petition an den preußischen König. Untätigkeit und Zögern des königlichen Herrschers ließen die gereizte Stimmung in den Wochen steigern. Als am 20. März 1848 die Nachricht von der Revolution in Berlin Aachen erreichte, kam der Stein ins Rollen. Der Zorn der vielen Bedürftigen richtete sich gegen den unbeliebten Oberbürgermeister Edmund Emundts. Unruhe und Sachbeschädigung waren die Folgen“.
Die Turbulenzen der Ereignisse in jener Zeit, bei der unter anderem auch an seinem Haus in der Aachener Pontstraße die Fenster eingeworfen und die Einrichtung zerstört worden wurden, führten schließlich im Jahr 1848 zur Abdankung des inzwischen zum Geheimen Regierungsrat ernannten und mit dem Roten Adlerorden III. Klasse ausgezeichneten Edmundts als Oberbürgermeister. Ein Jahr später war als Landgerichtsrat in Düsseldorf tätig, bevor er dann von 1850 bis 1860 in gleicher Eigenschaft wieder nach Aachen berufen wurde.
Emundts war verheiratet mit Jeanne Marie Brunelle. Von dem Aachener Gesellschaftsmaler Heinrich Franz Carl Billotte wurde um 1845 das Porträt Edmund Emundts (HCF Billotte) angefertigt. Seit 1827 gehörte er darüber hinaus auch dem Club Aachener Casino an. Als Mitglied der Erholungs-Gesellschaft Aachen 1837 war er in Gesellschaft zahlreicher Mitglieder des Paulskirchenparlamentes und der preußischen Nationalversammlung. Emundts fand seine letzte Ruhestätte in der Familiengruft auf dem Aachener Ostfriedhof.